# Surrender (Elvis Presley)
Surrender è un singolo discografico del cantante statunitense Elvis Presley, pubblicato nel 1961.

## Descrizione
Si tratta di un adattamento della musica della ballata napoletana Torna a Surriento scritta da Ernesto De Curtis e Giambattista De Curtis. Tale adattamento è stato realizzato dai musicisti statunitensi Doc Pomus e Mort Shuman.

## Tracce
- Side A

1. Surrender

- Side B

1. Lonely Man

## Formazione
- Elvis Presley - voce
- The Jordanaires - cori
- Millie Kirkham – cori
- Scotty Moore - chitarra elettrica
- Hank Garland - chitarra acustica
- Bob Moore - contrabbasso
- D. J. Fontana - batteria
- Buddy Harman - percussioni
- Floyd Cramer - piano
- Boots Randolph - sassofono

## Classifiche
| Classifica (1961) | Posizione raggiunta |
| ----------------- | ------------------- |
| Regno Unito       | 1                   |
| Stati Uniti       | 1                   |

## Cover
- The Johnny Mann Singers - 1961
- The Residents - 1990
- Helmut Lotti - 1995
- Michael Bublé - 2002
- Anna Calvi - 2011
- Il Volo - 2012